# Pontevedra (Capiz)
Pontevedra ist eine philippinische Stadtgemeinde in der Provinz Capiz. Sie hat 46.428 Einwohner (Zensus 1. August 2015). In Pondevedra mündet der wasserreiche Hauptabfluss des Panay Rivers in die Palongpong-Bucht, im Süden der großen Pilar-Bucht.

## Baranggays
Pontevedra ist politisch in 26 Baranggays unterteilt.
| - Agbanog - Agdalipe - Ameligan - Bailan - Banate - Bantigue - Binuntucan - Cabugao - Gabuc (Caugiat) - Guba - Hipona - Intungcan - Jolongajog | - Lantangan - Linampongan - Malag-it - Manapao - Ilawod (Pob.) - Ilaya (Pob.) - Rizal - San Pedro - Solo - Sublangon - Tabuc - Tacas - Yatingan |